# 前所街道
前所街道，中国浙江省台州市椒江市下辖的一个街道。

## 辖区
该街道辖有：	第一居委会第二居委会第三居委会新民村、东路村、下浦村、前所村、陈岙村、下岙村、上徐村、下徐村、椒江村、六联村、妥桥村、王礁村、朝西村、陶家村、上西村、下西村、新殿村、胡东村、下墩头村、中西村、河坎下村、树桥头村、赵家村、沿江村、松浦闸村、外西村、外东村、隔桥村、汾头洋村、大树岙村、道感堂村、七年村、横蒋村、横西村、